# Passage des Panoramas

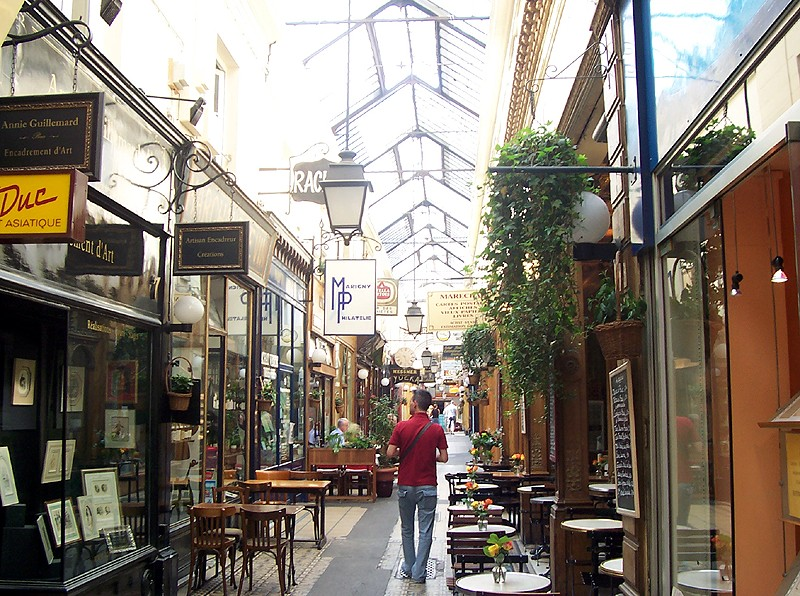
Passage des Panoramas.

El Passage des Panoramas es una galería comercial situada en el primer distrito de París (Francia). Se encuentra entre el bulevar Montmartre al norte y la calle Saint-Marc al sur. Es uno de los centros más importantes del comercio filatélico de la ciudad. Fue declarada monumento histórico en 1974.